# Mr.バッド・ガイ
『Mr.バッド・ガイ』 (Mr. Bad Guy) は、イギリスのロックバンド・クイーンのボーカリスト、フレディ・マーキュリーが1985年に発表したアルバム。

## 解説
フレディにとって初のソロ・アルバム。全英6位に達し、シングル「ボーン・トゥ・ラヴ・ユー」も全英11位のヒットとなる。
日本では、本作発表当時ノエビアのCMソングに「ボーン・トゥ・ラヴ・ユー」が起用された。
当初、このアルバムの名は『メイド・イン・ヘヴン』としてリリースされる予定であったが、リリース直前になりフレディが名前を変えたいと言い、『Mr.バッド・ガイ』になった。後に「メイド・イン・ヘヴン」の名はクイーン名義のアルバムに使われた。

## リリース
日本では、1985年6月1日にLP盤と同年7月21日にCD盤がリリースされて以降、廃盤状態が続いたが、2000年に、本作のリマスター盤が収録されたボックス・セット『フレディ・マーキュリー・コレクション 1973-2000』及びそのダイジェスト盤『ベスト・オブ・フレディ・マーキュリー』がリリースされた。2019年10月11日には、リミックスとリマスターが施された上で『Mr.バッド・ガイ (スペシャル・エディション)』としてリリースされ、同時発売のボックス・セット『ネヴァー・ボーリング - フレディ・マーキュリー・コレクション』のDisc-2にも同内容が収録されているが、オリジナルCD盤に収録されていたボーナス・トラックは未収録である。

## リミックス
フレディの死後の1993年、「リヴィング・オン・マイ・オウン」のリミックス・ヴァージョンがシングルとして発表され、全英1位を獲得。「メイド・イン・ヘヴン」「ボーン・トゥ・ラヴ・ユー」は、クイーン名義のアルバム『メイド・イン・ヘヴン』（1995年）に、本作のヴォーカル・トラックにクイーンの演奏をつけたヴァージョンが収録された。

## 収録曲
| 全作詞・作曲: フレディ・マーキュリー。 |                                                      |                        |                        |      |
| #                                      | タイトル                                             | 作詞                   | 作曲・編曲             | 時間 |
| 1.                                     | 「レッツ・ターン・イット・オン」(Let's Turn It On)   | フレディ・マーキュリー | フレディ・マーキュリー | 3:39 |
| 2.                                     | 「メイド・イン・ヘヴン」(Made in Heaven)             | フレディ・マーキュリー | フレディ・マーキュリー | 4:02 |
| 3.                                     | 「ボーン・トゥ・ラヴ・ユー」(I Was Born to Love You) | フレディ・マーキュリー | フレディ・マーキュリー | 3:36 |
| 4.                                     | 「フーリン・アラウンド」(Foolin' Around)             | フレディ・マーキュリー | フレディ・マーキュリー | 3:26 |
| 5.                                     | 「恋のかけ橋」(Your Kind of Lover)                   | フレディ・マーキュリー | フレディ・マーキュリー | 3:31 |

| 全作詞・作曲: フレディ・マーキュリー。 |                                                      |                        |                        |      |
| #                                      | タイトル                                             | 作詞                   | 作曲・編曲             | 時間 |
| 6.                                     | 「Mr.バッド・ガイ」(Mr. Bad Guy)                     | フレディ・マーキュリー | フレディ・マーキュリー | 4:10 |
| 7.                                     | 「男のパラダイス」(Man Made Paradise)                | フレディ・マーキュリー | フレディ・マーキュリー | 4:07 |
| 8.                                     | 「生命の証」(There Must Be More to Life Than This)   | フレディ・マーキュリー | フレディ・マーキュリー | 2:56 |
| 9.                                     | 「リヴィング・オン・マイ・オウン」(Living on My Own) | フレディ・マーキュリー | フレディ・マーキュリー | 3:21 |
| 10.                                    | 「ラヴ・イズ・デンジャラス」(My Love Is Dangerous)   | フレディ・マーキュリー | フレディ・マーキュリー | 3:38 |
| 11.                                    | 「明日なき愛」(Love Me Like There's No Tomorrow)     | フレディ・マーキュリー | フレディ・マーキュリー | 3:44 |

| 全作詞・作曲: フレディ・マーキュリー。 |                                                                                                 |                        |                        |      |
| #                                      | タイトル                                                                                        | 作詞                   | 作曲・編曲             | 時間 |
| 12.                                    | 「レッツ・ターン・イット・オン (12インチ・ヴァージョン)」(Let's Turn It On (12 Inch Version))   | フレディ・マーキュリー | フレディ・マーキュリー | 5:06 |
| 13.                                    | 「ボーン・トゥ・ラヴ・ユー (12インチ・ヴァージョン)」(I Was Born to Love You (12 Inch Version)) | フレディ・マーキュリー | フレディ・マーキュリー | 7:02 |
| 14.                                    | 「リヴィング・オン・マイ・オウン (12インチ・ヴァージョン)」(Living on My Own (12 Inch Version)) | フレディ・マーキュリー | フレディ・マーキュリー | 6:41 |

## 参加ミュージシャン
- Freddie Mercury – Vocals, Piano, Synthesizer
- Fred Mandel – additional piano, Synthesizer, Guitar
- Paul Vincent – Lead Guitar
- Curt Cress – Drums
- Stephan Wissnet – Bass Guitar
- Jo Burt – Bass Guitar on "Man Made Paradise"
- Mack and Stephan Wissnet – Programming
- Mack, assisted by Stephan Wissnet – engineering
- The Artful Dodger – cover art
- Andrzej Sawa – photograph